# 格利泽229
格利澤229 (也可以寫成Gl 229或GJ 229) 是在天兔座內距離地球大約19光年的一顆紅矮星。它的質量是58%太陽質量，半徑是 69%太陽半徑，和在赤道只有1公里/秒，非常低的投影轉速。
已知這顆恆星是低活動的焰星，這意味著它曾經是一顆表面亮度會因為磁場活動而隨意變化的恆星。頻譜中顯示出鈣的H和K發射譜線，在冕部的光譜中也曾經檢測出X射線，這可能是磁場迴圈與恆星外圍的大氣層交互作用引起的，但沒有檢測到大規模的黑子活動。
在1994年拍到次恆星伴星格利澤229B的影像，並在1995年獲得證實。它是一顆棕矮星。雖然是一顆質量太小，無法維持氫的核融合的恆星，它的質量大約是木星的20至50倍，對行星而言是太重了 2024年被發現木星質量的38倍和34倍，12天旋轉一次 是一對緻密棕矮星。格利澤229B是第一顆被確認的次恆星質量的天體，表面溫度大約是950K。
這顆恆星的空間速度分量是U = +12，V = –11，和W = –12 公里/秒。這顆恆星以0.07的離心率和0.005的軌道傾角在銀河系中穿越著。

## 外部連結
- Astronomers Announce First Clear Evidence of a Brown Dwarf （页面存档备份，存于） – STScI news release STScI-1995-48 (November 29, 1995)
- Brown dwarfs (NASA)
- Extrasolar Visions – Gliese 229
- Extrasolar Visions – Gliese 229 b （页面存档备份，存于）